# Здригання
«Здригання» (англ. The Creeps) — американський фільм жахів 1997 року.

## Сюжет
Один дивний відвідувач краде з бібліотеки оригінальні версії цінних книг про чудовиськ світової класики літератури. Ним виявляється божевільний вчений, який побудував лабораторію і апарат, щоб оживити антигероїв зі сторінок книг. На світ з'явилися жахливі створіння: вампір-граф Дракула, стародавня Мумія, живий мрець Монстр Франкенштейна, і перевертень Людина-вовк. Але — в результаті помилки у розрахунках, монстри виявляються карликами. Їм необхідна незаймана дівчина, щоб стали нормального зросту. Але на шляху божевільного вченого встає бібліотекарка і власниця відеосалону.

## У ролях
- Ронда Гріффін — Анна Кверрелс
- Джастін Лауер — Девід Рейлі
- Білл Мойніхан — Вінстон Бербер
- Крістін Нортон — міс Крістіна
- Джон Сіментон — Людина-вовк
- Джо Сміт — Мумія
- Томас Веллінгтон — Монстр Франкенштейна
- Філ Фондакаро — Дракула
- Дж. В. Перрі — клієнт відео магазину
- Андреа Харпер — Стелла, клерк відео магазину

## Сприйняття
Фільм отримав неоднозначні відгуки критиків.